# ハプログループH (mtDNA)
ハプログループH (mtDNA)は分子人類学におけるミトコンドリアDNAハプログループの一タイプであり、ハプログループHVの子型のうち「G2706A, T7028C」で定義されるもの。西南アジアにおいて、25000-20000年前に誕生したと考えられている。ヒトミトコンドリアDNAの参照配列として用いられているケンブリッジ参照配列は、このハプログループ（詳細にはH2a2a1）に属している。

## 分布
ハプログループHは西南アジアで発生して東西へ拡散した。東南アジアからヨーロッパまでユーラシア大陸の広範囲に分布する。ヨーロッパ人の41％がハプログループHに属す。下位系統のH1は北アフリカのベルベル人で高頻度に見られる。

## 主な下位系統
- H
  - H1：ベルベル人14~61%、バスク人最大27.8%[5]などヨーロッパに広く見られる。
  - H3：バスク人に13.9%など[6]。
  - H5：西アジア、コーカサス
  - H53: (H53*, H53a, H53a1, H53b, H53b1, H53c, H53d)

## 遺跡出土の古代DNA
加徳島の獐項遺跡から出土した男性人骨「獐項8号人骨（Changhang 8）」のDNAを解析した結果、Y染色体はハプログループD1a2a1（D-116.1, CTS10441）であった。獐項遺跡からは日本産翡翠の装身具をはじめ、48体の人骨が出土した。その中で科学分析が可能であったのは17体で、1体からはヨーロッパ系の母系とも共通するミトコンドリアDNAのハプログループHが検出された。